# АикБанк
АикБанк је српска банка која физичким и правним лицима, као и јавном сектору пружа комплетне и специјализоване банкарске производе и услуге са седиштем у Београду, Србија. Под новим пословним именом - AikBank ад Београд - послује од 31. марта 2025. године, настављајући традицију дугу скоро 50 година, а након успешног спајања Аик Банке и Еуробанк Директна банке, постала је 3. банка по величини на тржишту Србије.
АикБанк (AikBank ) је део финансијске групације AikGroup (АикГроуп), која послује у Југоистичној Европи и која обухвата следеће компаније: AikBank (АикБанк) , AikLeasing (АикЛеасинг) и MV Investment (МВ Инвестмент) у Србији, Горењску банку и GB Leasing (ГБ Леасинг) у Словенији и која је у процесу куповине већинског пакета акција Хипотекарне банке у Црној Гори.
Пословно седиште AikBank (АикБанк) је на адреси, Булевар Арсенија Чарнојевића 59а , Београд, Србија.
AikBank (АикБанк) пословна мрежа обухвата 150 филијала у 54 градова широм Србије, једну од највећих мрежа банкомата у земљи на преко 550 локација, као и више од 2300 запослених у систему Банке
Дана 31.12.2024. AikBank (АикБанк)забележила је следеће резултате:
- Укупна актива : 6,4 милијарди евра
- Депозитна база: 4,88 милијарди евра
- Кредитни портфолио: 3,74 милијарди евра

## Историја
АикБанк (AikBank) под овим именом послује од 31. марта 2025. године, након успешног  припајања Еуробанк Директна банке Аик Банци.
Аик Банка (Агроиндустријска комерцијална Банка а.д. Београд) основана је 1976. године и две деценије радила је као интерна банка Агроиндустријског комбината Ниш. 1993. године, након добијања лиценце Народне Банке Југославије, започиње са радом као банка која послује са правним и физичким лицима, 1. јула 2015 године Банка је централу пребацила из Ниша у Београд и променила име у Аик Банка а.д. Београд.
Аик Банка постала је део Agri Europe Cyprus групе, а куповином акција словеначке Горењске банке 2016. године, Аик Банка наставила је своје ширење ван тржишта Србије, односно ушла је на тржиште ЕУ, чиме је осигурала даљи раст. На српском тржишту, Аик Банка је наставила своје ширење пословања и базе клијената куповином 100% акција Алфа Банке 2017. године. и Сбер Банке 2022.године. Куповином 100% акција Еуробанк Директне 2023. године, АИК Банка је додатно ставила акценат на своју стратешку оријентацију ка расту и развоју.